# Бокрачі
Бокрачі (словен. Bokrači) — поселення в общині Пуцонці, Помурський регіон, Словенія. Висота над рівнем моря: 267,9 м.